# Treschhütte
Die Treschhütte ist eine Berghütte der Sektion Am Albis des Schweizer Alpen-Clubs (SAC). Sie liegt auf einer Höhe von 1475 m ü. M. im Fellital, einem Seitental des Reusstals, in den Glarner Alpen im Kanton Uri in der Schweiz und ist damit die tiefstgelegene Schutzhütte des SAC.

## Geschichte
Die Sektion Am Albis kaufte 1923 die frühere Behausung des legendären Urner Bergführers Johann Josef Tresch-Indergand (1835–1902) von der Gemeinde Gurtnellen. 1947 wurde anstelle der baufällig gewordenen Holzhütte der heutige massive Blocksteinbau ca. 100 m über dem früheren Standort am Ronastutz, am Eingang zum Vorder Waldi, gebaut und 1984 talseitig erweitert. 2012 wurden der Eingangsbereich der Hütte, die sanitären Anlagen, die Zimmer und die Küche durch einen Anbau erweitert und modernisiert.
Die Hütte bietet 32 Schlafplätze (Massenlager sowie zwei Familienzimmer). Die Hütte wird durch freiwillige Helfer von Frühjahr bis Herbst bewartet. Bei einem Hüttenbesuch im Winter und im Frühjahr muss die Lawinensituation unbedingt beachtet werden und vor dem Besuch mit der Hüttenchefin Rücksprache genommen werden.

## Zugänge
- Gurtnellen – Fellital (ca. 2 Stunden)
- Sedrun – Chrüzlipass – Etzlihütte – Pörtlilücke – Treschhütte,
- Oberalppass – Fellilücke – Treschhütte (ca. 4 Stunden)

## Benachbarte Hütten
- Etzlihütte, über Pörtlilücke in 4 Stunden erreichbar
- Maighelshütte über Fellilücke via Oberalppass in ca. 5½  Stunden (T3)
- Badushütte (2503 m ü. M.) (SAC Manegg) via Tomasee in ca. 6 Stunden
- Blackihütte (1868 m ü. M.) am Bristenstock

## Touren
- Taghorn, Bristen, Fedenstock, Schijenstock, Rienzenstock
- Die Treschhütte ist Etappenort der Route 16/17 auf der 38 Verbindungsrouten umfassenden Alpenkranzroute rund um den Kanton Uri.